# Tahmásp I.
Zillulláh Abú-l-Muzaffar Abú-l-Fath Sultán Šáh Tahmásp ibn Šáh Ismá‘íl as-Safáví al-Husajní al-Músáví Bahadur Chán, obvykle uváděný jako Tahmásp I. (persky طهماسب‎ ; 3. března 1513 Šáhábád – 14. května 1576 Kazvín), byl perský šáh z dynastie Safíovců panující v letech 1524–1576. Byl synem zakladatele safíovské říše Ismá‘íla I. (vládl 1501–1524) a jeho druhé ženy Šáh-Begí Chanúm († 1540). Tahmásp I. měl třináct synů a osm dcer, synové Ismá‘íl Mírzá a Muhammad Mírán Mírzá dosedli později na perský trůn.

## Vláda
Dobu vlády Tahmáspa I. charakterizují četné vnitropolitické a zahraničněpolitické otřesy. Již krátce po smrti Ismá‘íla I. převzali kızılbašové kontrolu nad státem a uvnitř turkických etnik vzplály různé rivality; v roce 1526 se rozhořela regulérní válka. Moc kızılbašských kmenů zlomil Tahmásp až v roce 1533, kdy skončil na popravišti jeden z jejich předáků, Husejn II. (Lala).
Tato fáze vnitřní nestability umožnila Osmanům na západě a Uzbekům na severovýchodě získat na úkor Safíovců některé državy a převzít strategickou iniciativu v celém prostoru. Zvláště aktivní byl v tomto ohledu osmanský sultán Süleyman I., jeden z nejvýznamnějších vládců soudobého světa. Peršané ztratili během bojů s ním Tabríz a Bagdád, aniž by se odhodlali k rozhodující bitvě. V roce 1555 byl uzavřen v Amasyi mír, který potvrdil dosavadní osmanské zisky a na západní hranici zahájil období dvacetiletého klidu.
Mezi lety 1540 a 1553 vedla safíovská vojska rovněž válku v kavkazské oblasti a jejím výsledkem byl transfer velkého počtu gruzínských, čerkeských a arménských zajatců do Persie (jen v letech 1553–1554 jich bylo 30 000). Zajatci, kteří se na novém působišti většinou uchytili jako řemeslníci či kupci, změnili dosavadní strukturu perské společnosti, hluboce rozdělené turkicko-íránským etnickým antagonismem z minulých let.
Šáh Tahmásp I., popisovaný v pramenech jako zbožný, avšak lehce ovlivnitelný panovník, zemřel v květnu 1576 a svým nástupcům odkázal rozporuplné dědictví – rámcově stabilizovanou říši, která však byla oproti časům Ismá‘íla I. podstatně menší. Hlavním městem se od dob jeho vlády stal místo ztraceného Tabrízu Kazvín, jehož emírem byl do roku 1598 Sultán Husejn Chán Šamlı z Kızılbašských kmenů.